# Александър и безкрайно лошият ден
„Александър и безкрайно лошият ден“ (на английски: Alexander and the Terrible, Horrible, No Good, Very Bad Day) е американска семейна комедия от 2014 г. на режисьора Мигел Артета, по сценарий на Роб Лийбър и е базиран на едноименната детска книга през 1972 г., написана от Джудит Виорст. Във филма участват Стийв Карел, Дженифър Гарнър и Ед Оксенбоулд. Копродуциран от Шон Леви и Лиса Хенсън за Уолт Дисни Пикчърс чрез техните производствени компании 21 Лапс Ентъртейнмънт и Джим Хенсън Къмпани, филмът е пуснат в Северна Америка на 10 октомври 2014 г. Филмът получи смесени отзиви от критиците, но има успех в боксофиса, който спечели 100.6 млн. долара в световен мащаб срещу бюджет от 28 млн. долара. Това е един от единствените филми на Джим Хенсън Къмпани, който не включва кукли.

## Актьорски състав
| Актьор                  | Роля                                                            |
| ----------------------- | --------------------------------------------------------------- |
| Ед Оксенбоулд           | Александър Купър, третото дете на децата Купър и главният герой |
| Стийв Карел             | Бен Купър, бащата на децата Купър                               |
| Дженифър Гарнър         | Кели Купър, майката на децата Купър                             |
| Дилън Минет             | Антъни Купър, първото дете на децата Купър, син на Бен и Кели   |
| Керис Дорси             | Емили Купър, второто дете на децата Купър, дъщеря на Бен и Кели |
| Елис/Зоуи Варгас        | Тревър Купър, най-малкото от децата на Купър                    |
| Бела Торн               | Силия Родригес, бившо гадже на Антъни и главната антагонитска   |
| Сидни Фълмър            | Беки Гибсън, приятелка на Александър                            |
| Меган Мълали            | Нина, шефка на Кели                                             |
| Тони Тръкс              | Стеф                                                            |
| Доналд Глоувър          | Грег                                                            |
| Джоел Джонстоун         | Логан                                                           |
| Дженифър Кулидж         | Мис Съгс, инструкторка по шофирането на Антъни                  |
| Саманта Логан           | Хедър                                                           |
| Дик Ван Дайк            | Себе си (некредитирана малка роля)                              |
| Thunder From Down Under | Себе си                                                         |
| Мекай Къртис            | Пол, най-добрият приятел на Александър                          |
| Линкълн Мелхнер         | Филип Паркър                                                    |
| Мери Моузър             | Одри Гибсън                                                     |
| Рийз Хартуиг            | Елиът Гибсън                                                    |
| Марта Хакет             | Госпожа Джули Гибсън                                            |
| Бърн Горман             | Господин Марк Бранд                                             |
| Ерик Еделстайн          | Господин Стивън Тонучи                                          |

## Продукция
През 2011 г. 20th Century Fox планира да направи филмова адаптация по книгата. Написан от сценариста Роб Лийбър, филмът е насрочен да е режисиран от Лиса Чолоденко (която също направи по-ранна чернова на сценария), и продуциран от Шон Леви с Дан Левайн за 21 Laps на Леви и Лиса Хенсън от Джим Хенсън Къмпани. Стийв Карел се присъедини през април 2012 г. да изиграе ролята на Бен, бащата на Александър. През октомври 2012 г. проектът е преместен от Уолт Дисни Пикчърс, след като Фокс съобщава, че е „неудобен с бюджета“. През февруари 2013 г. Чолоденко напуска проекта, и един месец по-късно, беше съобщено, че Мигел Артета е в преговори с Дисни да замести Чолоденко.
През април 2013 г. Дженифър Гарнър е в преговори да изиграе майката на Александър. През юни 2013 г., Дисни насрочва датата за 10 октомври 2014 г., и уведоми, че Карел и Гарнър играят родителите на Александър. В същия месец, Дисни обяви кастинга на Ед Оксенбоулд в ролята на Александър. През юли 2013 г. Бела Торн е добавена във състава на филма. Джоел Джонстоун, Меган Мълали и Дженифър Кулидж се включиха в актьорския състав един месец по-късно.
Снимките започват на 19 август 2013 г. Филмът е заснет в Лос Анджелис, включително градовете Пасадина и Аркадия, долината Сан Фернандо и Мелоди Ранч в Нюхол. Снимките приключват през октомври 2013 г.

## Пускане
Премиерата на филма е на Театър „Ел Капитан“ в Лос Анджелис на 6 октомври 2014 г.

### Домашна употреба
Филмът е пуснат от Walt Disney Studios Home Entertainment на DVD и Blu-ray на 27 януари 2015 г.

## В България
В България филмът е излъчен на 26 декември 2017 г. по NOVA с разписание сряда от 20:00 ч.
Български дублаж
| Озвучаващи артисти  | Петя Абаджиева Таня Димитрова Йорданка Илова Светозар Кокаланов Силви Стоицов Ивайло Велчев |
| Преводач            | Ирина Ценкова                                                                               |
| Тонрежисьор         | Цветомир Цветков                                                                            |
| Режисьор на дублажа | Димитър Кръстев                                                                             |